# 부이티냔
부이티냔(베트남어: Bùi Thị Nhạn)은 떠이선 왕조의 여장군 및 황후이다.

## 생애
부이티냔은 빈딘성 떠이선현에서 태어났다. 그녀는 부득르엉의 딸이자 부 부닥뚜옌의 누이였다. 그녀는 어렸을 때 무술을 배웠다고 전해지며, 나중에 그녀는 떠이선 왕조의 유명한 여장수가 되었다. 그녀와 부이티쑤언, 쩐티란, 후인티꾹, 응우옌티융은 따이선 왕조의 다섯 봉황 여장군인 서산오봉자(西山五鳳雌)로 알려졌다.
응우옌후에의 황후 팜티리엔이 1791년에 사망하자 부이티냔은 후에의 두 번째 아내가 되어 황후로 즉위했다. 이듬해 응우옌후에가 사망하고 응우옌꽝또안이 즉위하며 황태후가 되었다.
1801년에 떠이선 왕조의 수도가 자롱 황제에게 함락되었을 때 그녀는 응우옌꽝또안을 따라 탕롱(오늘날의 하노이)로 향했지만, 이윽고 자롱 황제의 군대가 탕롱마저 함락하자 그녀는 쓰엉장(오늘날의 박장)으로 도피하였으며, 이후 그녀는 응우옌군에게 사로잡히는 것을 피하기 위해 쩐티란과 함께 자살하였다.